# Język prawniczy
Język prawniczy – specyficzny język używany przez osoby stosujące i interpretujące prawo. Jest to język, w którym prawnicy rozmawiają o prawie.
Język prawniczy bywa określany także jako „żargon prawniczy”.

## Język prawniczy a język naturalny
Język prawniczy jest odmianą języka naturalnego, ma identyczną z nim gramatykę, różnić się może jednak znaczeniem poszczególnych słów i połączeń wyrazowych. Ta ostatnia cecha może sprawiać trudności w prawidłowym rozumieniu języka prawniczego, ponieważ potoczne rozumienie pojęć, którymi operują prawo i prawnicy, często będzie prowadzić do nieporozumień i błędnych wniosków. Odmienności terminologiczne języka prawniczego wynikają z potrzeb doprecyzowania i uściślenia terminologii, która ma być używana w aktach prawnych i dyskusji o prawie.

## Język prawniczy a język prawny

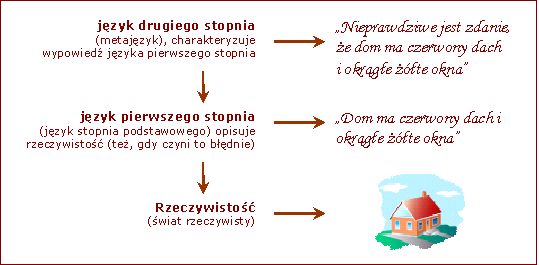

Od języka prawniczego odróżnia się język prawny. Język prawny jest językiem, w którym formułowane jest prawo, a więc jest językiem przepisów i norm prawnych. Jest zawarty w tekstach prawnych: Konstytucji, ustawach, rozporządzeniach, dekretach (aktach normatywnych).
Jeżeli język prawny potraktujemy jako język pierwszego stopnia (stopnia podstawowego), to język prawniczy jest językiem drugiego stopnia (metajęzykiem), czyli językiem, za pomocą którego rozmawiamy o języku pierwszego stopnia (relacje między rzeczywistością a językiem I i II stopnia próbuje przybliżyć poniższy diagram).
Język prawniczy jest więc „nadbudową” języka prawnego. W języku prawniczym wypowiadamy się o mocy wiążącej przepisów prawnych, dokonujemy interpretacji norm prawnych, ustalamy ich treść i możliwość zastosowania w określonej sytuacji, czy też zastanawiamy się nad ich przestrzeganiem i skutecznością.
Poniżej dla ilustracji podanych jest kilka wypowiedzi w języku prawnym, prawniczym i naturalnym, które demonstrują różnice między nimi.

### Przykład 1
(a) język prawny: „Czynność prawna dokonana przez osobę, która nie posiada zdolności do czynności prawnych, jest nieważna.” (art. 14 § 1 Kodeksu cywilnego)
(b) język prawniczy: „Kodeks cywilny nie zezwala na dokonywanie czynności prawnych przez osoby nieposiadające zdolności do czynności prawnych. Zgodnie z kodeksem taka czynność będzie nieważna i nie wywoła zamierzonych skutków prawnych.”
(c) parafraza w języku naturalnym (matka do 12-letniego synka): „Synku, nawet gdybyś miał tyle pieniędzy, to jesteś za mały i nie możesz kupić samochodu.”

### Przykład 2
(a) język prawny: „Nikt nie może być poddany torturom ani nieludzkiemu lub poniżającemu traktowaniu albo karaniu.” (art. 3 Europejskiej Konwencji Praw Człowieka)
(b) język prawniczy: „Prawo – w sposób kategoryczny i niedopuszczający wyjątków – zabrania torturowania kogokolwiek lub poddawania go nieludzkiemu traktowaniu lub karaniu. Także karanie lub traktowanie poniżające jest zakazane”
(c) język naturalny (parafraza): „Słuchaj, policjant nie miał prawa cię kopnąć i opluć, a sędzia podczas rozprawy wyzywać od skończonych idiotów.”

### Przykład 3
(a) język prawny: „Kto zabija człowieka, podlega karze pozbawienia wolności na czas nie krótszy od lat 8, karze 25 lat pozbawienia wolności albo karze dożywotniego pozbawienia wolności.” (art. 148 § 1 Kodeksu karnego)
(b) język prawniczy: „Kodeks karny penalizuje zbrodnię zabójstwa i określa sankcję karną za jej dokonanie. Sankcją kodeksową może być w tym przypadku kara pozbawienia wolności od 8 do 15 lat, kara 25 lat pozbawienia wolności, względnie kara dożywotniego pozbawienia wolności.”
(c) język naturalny (parafraza): „Wiesz, że on zamordował swoją sąsiadkę? Teraz może iść do więzienia na kilkanaście lat, a nawet spędzić tam resztę swojego życia.”

### Przykład 4
(a) język prawny: „Zastrzeżenie oprocentowania umieszczone w czeku uważa się za nie napisane.” (art. 7 Prawa czekowego)
(b) język prawniczy: „Prawo czekowe nie pozwala na określenie oprocentowania na czeku. Taki tekst jest bezskuteczny, sam czek jednak pozostaje ważny.”
(c) język naturalny: „Na czeku nie możesz napisać, że jest oprocentowany, a nawet jak to napiszesz, to i tak zostanie to zignorowane.”

### Przykład 5
(a) język prawny: „Osobom wykonującym władzę rodzicielską oraz sprawującym opiekę lub pieczę nad małoletnim zakazuje się stosowania kar cielesnych.” (art. 961 Kodeksu rodzinnego i opiekuńczego)
(b) język prawniczy: „Kodeks rodzinny i opiekuńczy wprowadza ograniczenia w zakresie sprawowania władzy rodzicielskiej, opieki lub pieczy nad osobą małoletniego. Przepis kodeksowy kategorycznie zabrania rodzicom, opiekunom prawnym i osobom sprawującym nad nim pieczę wymierzania wobec niego kar cielesnych.”
(c) język naturalny (parafraza) (córka do ojca): „Tato, jeżeli uderzysz mnie za karę, złamiesz prawo.”

## Charakterystyka języka prawniczego

### Wysoki stopień sformalizowania
Język prawniczy jest dość sformalizowany, unika pojęć potocznych, opiera się na konstrukcjach myślowych o wysokim poziomie abstrakcji. Język prawniczy ma wiele zbieżności z językiem naukowym, a w swej odmianie „języka prawniczego nauki” – jest językiem naukowym.

### Terminologia prawnicza i terminologia prawna

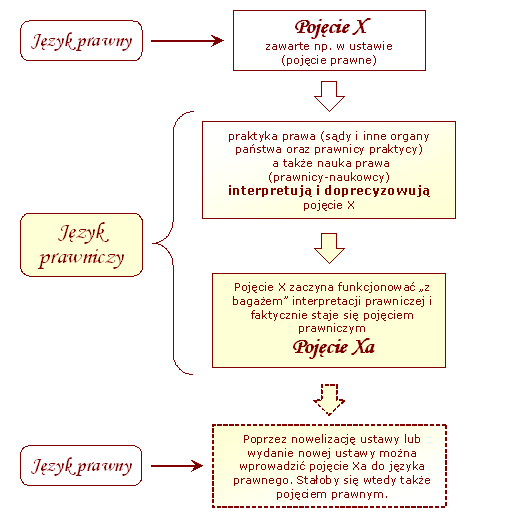

Wiele pojęć języka potocznego jest niedookreślonych. W codziennym komunikowaniu się nie przeszkadza nam to tak bardzo i jesteśmy się w stanie porozumieć. Prawdopodobnie jednak większość ludzi z własnego doświadczenia byłaby w stanie wskazać przykłady nieporozumień wynikających z użycia sformułowań dwuznacznych lub niedookreślonych. W przypadku, gdy stosując prawo i zakazując ludziom czegoś lub coś im nakazując – możemy w bardzo daleko idący sposób ingerować w ich sytuację. Dlatego musimy mieć pewność, że posługujemy się pojęciami o precyzyjnie ustalonym znaczeniu.
Na potrzeby stosowania prawa tworzy się więc pojęcia prawne oraz specjalistyczne terminy prawnicze, które mają wykluczać wszelkie możliwe nieporozumienia. Mogą to być pojęcia nieznane lub nieużywane w języku potocznym (np. delikt, domicyl, indos, kontratyp, prekluzja, zstępny, list żelazny) lub pojęcia znane, ale doprecyzowane (roszczenie, użyczenie, kasacja, koncesja, uchodźca). Jeśli takie doprecyzowanie zawarte jest w obowiązującym tekście prawnym, nazywamy go definicją legalną (zob. niżej).
Terminologia języka prawniczego nie jest identyczna z terminologią języka prawnego. Ta pierwsza dysponuje bogatszym zasobem słownictwa i aparatury pojęciowej. Jest to zrozumiałe, gdy pamiętamy o roli i charakterze języka prawniczego, jako „języka o języku”, języka za pomocą którego charakteryzujemy i komentujemy język prawny. Takie pojęcia, jak np. norma prawna, podmiotowość prawna, znamiona czynu zabronionego, kontratyp, kontradyktoryjność, eutanazja itd., nie należą do języka prawnego (nie ma ich w tekstach prawa), ale należą do języka prawniczego i są używane przez prawników stosujących lub komentujących prawo.
Jednocześnie języki prawny i prawniczy, a w szczególności terminologia w nich stosowana są współzależne i korzystają z siebie nawzajem. Język prawny do dyskusji o prawie (do języka prawniczego) wnosi swoją terminologię. Język prawniczy z kolei interpretuje i doprecyzowuje pojęcia prawne, faktycznie prowadząc do przekształcenia ich w pojęcia prawnicze, co z kolei może prowadzić także do dalszej ewolucji terminologii prawnej. Ten proces próbuje zilustrować wykres obok.

### Definicje legalne
Definicje legalne określają, co powinno być rozumiane przez określone pojęcie. Są one wprowadzone do języka prawnego, a więc są zawarte w ustawach i innych aktach normatywnych. Znajdują się zwykle w specjalnych „słowniczkach”, z reguły umieszczonych w początkowej części aktu.
Przykłady definicji legalnych:
„młodociany”„Młodocianym jest sprawca, który w chwili popełnienia czynu zabronionego nie ukończył 21 lat i w czasie orzekania w pierwszej instancji 24 lat.” (art. 115 § 10 Kodeksu karnego)
„obligacja”„jest papierem wartościowym emitowanym w serii, w którym emitent stwierdza, że jest dłużnikiem właściciela obligacji (obligatariusza) i zobowiązuje się wobec niego do spełnienia określonego świadczenia.” (art. 4 ust. 1 Ustawy o obligacjach)
„karta pobytu”„dokument wydany cudzoziemcowi, który uzyskał zezwolenie na zamieszkanie na czas oznaczony, zezwolenie na osiedlenie się, zezwolenie na pobyt rezydenta długoterminowego Wspólnot Europejskich, status uchodźcy lub zgodę na pobyt tolerowany.”
(art. 2 pkt 7 Ustawy o udzielaniu cudzoziemcom ochrony na terytorium Rzeczypospolitej Polskiej)

### Wyrazy i zwroty obcojęzyczne
Tradycyjnie prawnicy w swych wypowiedziach często używają wyrażeń obcojęzycznych, zwłaszcza łacińskich, np. res iudicata (rzecz osądzona), ratio legis (sens, zamysł, cel ustawy), reformatio in peius (zmiana na gorsze), vis maior (siła wyższa), ius cogens (norma bezwzględnie obowiązująca), amicus curiae („przyjaciel sądu”), ipso iure (z mocy samego prawa), lex specialis (przepis szczególny, ustawa szczególna) itd.

### Paremie prawnicze
W języku prawniczym poczesne miejsce – mimo znacznego spadku znajomości łaciny wśród prawników – zajmują paremie prawnicze, z reguły wywodzące się z prawa rzymskiego jeszcze od czasów starożytnych, np. lex retro non agit – prawo nie działa wstecz; pacta sunt servanda – umów należy dotrzymywać, audiatur et altera pars – wysłuchaj także drugiej strony, nemo iudex in causa sua – nikt nie może być sędzią we własnej sprawie itd.
Zob. listę paremii prawniczych.

## Kategorie języka prawniczego
W obrębie języka prawniczego możemy wyróżnić kilka jego rodzajów:
- język prawniczy praktyki – język używany przez organy władzy stosujące prawo oraz osoby wykonujące zawód prawnika (adwokatów, radców prawnych, notariuszy, prokuratorów itp.)
- język prawniczy nauki – język nauki prawa, używany przez doktrynę przy interpretowaniu i komentowaniu instytucji prawnych i norm prawnych
- język prawniczy potoczny – używany przez osoby rozmawiające o problemach prawnych, nieposiadające jednak prawniczego przygotowania zawodowego